# 小行星21827
小行星21827（21827 Chingzhu）是一颗绕太阳运转的小行星，为主小行星带小行星。该小行星于1999年10月2日发现。

## 轨道参数
小行星21827的轨道半长轴为2.4424769 UA，离心率为0.051。